# Zoin
Zoin (Eigenschreibweise: ZOIN) ist eine App der österreichischen Banken. Zoin wird am Smartphone für die "Handy–zu–Handy–Überweisung" über die Telefon-Kontakte eingesetzt. Kontonummern beziehungsweise IBAN sind dazu nicht notwendig.

## Geschichte und Namensgebung

### Geschichte
Die App Zoin wurde vom österreichischen Bankendienstleister PSA Payment Services Austria entwickelt. Im August und September 2017 starteten Raiffeisen Bankengruppe, Bank Austria, Bawag PSK, Oberbank, BKS Bank, BTV Bank, Hypo Banken und Volksbanken mit der Unterstützung.

### Der Name Zoin
Der Name der App Zoin wurde dem ostösterreichischen Dialekt entlehnt. Zoin hat in der deutschen Schriftsprache die Bedeutung von "zahlen". In Österreich (und Bayern) erfolgt die Aussprache dieses Wortes als "zeun".

## Funktionsweise

### Die App Zoin
Zoin ist ein Service im Bereich Person to Person Payment (P2P), also zwischen Privatpersonen. Die Geldsendungen werden über das Smartphone ausgelöst. Im Hintergrund steht immer die Zahlung von einer Bankomatkarte des Senders auf eine Bankomatkarte des Empfängers. Für die Transaktionen ist kein IBAN-Code notwendig, die Zuordnung der Überweisung erfolgt über die Telefonnummer. Zoin ist ein Instant-Payment-Service. Dies bedeutet, dass das Geld sofort (in Echtzeit) vom Bankkonto des Senders abgebucht und am Bankkonto des Empfängers gutgeschrieben wird.

### Funktionen
Jeder Zoin-Teilnehmer kann über sein Mobiltelefon:
- Geld an einen Kontakt oder eine gewünschte Mobiltelefonnummer senden
- Geld von einem Kontakt oder einer gewünschten Telefonnummer empfangen
- Geld von einem Kontakt oder einer gewünschten Telefonnummer anfordern
- Zusätzlich können Nachrichten (inklusive Bildern) im Rahmen einer Transaktion ausgetauscht werden.[4]

Die Zoin-Transaktionen zählen in das POS-Terminal-Limit der Bankomatkarte. Die Transaktionen werden mit einer vierstelligen PIN autorisiert, dieser ist jedoch nicht der Karten-PIN, sondern wird bei der erstmaligen Registrierung zu Zoin vom Teilnehmer selbst vergeben.
Überweisungen sind grundsätzlich mit Euro 400,00 pro Tag und Euro 1.000,00 pro Woche beschränkt. Einzelbeträge bis zu Euro 25,00 können auch ohne PIN gesendet werden. Sobald ein Gesamtbetrag von Euro 125,00 erreicht wird, ist jedenfalls die Eingabe der PIN notwendig. Zusätzlich können individuell mit der Bank vereinbarte Limits gelten.

### Voraussetzungen
Um die App benützen zu können, ist folgendes notwendig:
- eine aktive Bankomatkarte, die Zoin unterstützt
- ein Smartphone mit Betriebssystem Android ab Version 5 oder iOS ab Version 9
- eine Wallet der kontoführenden Bank, die Zoin unterstützt.[7]

## Teilnehmende Banken
Mit Stand Oktober 2018 bieten folgende österreichische Banken die App Zoin in ihren Banken Wallets an:
- Austrian Anadi Bank (ehemalige Hypo Alpe Adria)
- Bank Austria (UniCredit)
- Bawag PSK Bank für Arbeit und Wirtschaft und Österreichische Postsparkasse (eingestellt Mitte 2019)
- BKS Bank (Bank für Steiermark und Kärnten)
- BTV Bank (Bank für Tirol und Vorarlberg)
- Dadat Direktbank
- Dolomitenbank Osttirol-Westkärnten
- Hypo für Niederösterreich und Wien
- Hypo Oberösterreich
- Hypo Salzburg
- Hypo Steiermark
- Hypo Tirol Bank
- Hypo Vorarlberg Bank
- Oberbank
- Raiffeisen Bankengruppe in Österreich
- Schellhammer & Schattera Bankhaus
- VKB Volkskreditbank
- Volksbanken-Gruppe in Österreich

## Internationaler Vergleich
Die Payment Services Austria ist nach einer Presseaussendung bei der Vorstellung der App der Ansicht, dass man mit diesem System in Mitteleuropa Vorreiter sei. Ein ähnliches Zahlungsmodell gäbe es bisher nur in Schweden.